# Morti nel 799
| Questa pagina contiene informazioni ricavate automaticamente dalle voci biografiche con l'ausilio del template Bio e di un bot. L'aggiornamento è periodico e automatico e ricostruisce completamente la pagina. Se manca una persona in questa lista, sei pregato di non aggiungerla, ma accertati piuttosto che la sua voce biografica contenga il template Bio e che i dati anagrafici siano correttamente compilati. Se il template Bio manca, inseriscilo tu stesso o, in alternativa, metti l'avviso {{tmp\|Bio}} che ne segnala la mancanza. Se i dati riportati sono sbagliati, correggi direttamente la voce biografica; le modifiche saranno visibili in questa lista entro pochi giorni. Per chiarimenti vedi il progetto biografie. La lista contiene solo le 9 persone che sono citate nell'enciclopedia e per le quali è stato implementato correttamente il template Bio. Pagina aggiornata al 16 nov 2024. |

- 24 gennaio - Giovanni IV di Alessandria, arcivescovo cristiano orientale egiziano
- 13 aprile - Paolo Diacono, monaco cristiano, storico e poeta longobardo
- 1º settembre - Geroldo di Baviera, nobile tedesco
- 1º settembre - Musa al-Kazim, imam (n. 745)
- Osbald di Northumbria, re
- Pietro da Pisa, grammatico, religioso e poeta italiano (n. 744)
- Regimiro, vescovo italiano
- Stefano II di Napoli, vescovo bizantino
- Enrico del Friuli, nobile franco